# 커피메이트
"커피메이트"는 2017년에 개봉한 대한민국의 영화이다.

## 캐스팅
- 오지호 : 희수 역
- 윤진서 : 인영 역
- 김민서 : 윤조 역
- 이선호 : 원영 역
- 김진엽 : 어린 희수 역
- 하시연 : 어린 인영 역
- 김지성 : 어린 윤재 역
- 김하연 : 소이 역
- 유주은 : 20세 소윤 역
- 김효수 : 희수선배 역
- 남동하 : 윤조 부 역
- 유필란 : 윤조 모 역
- 정연심 : 산책녀 역
- 김태한 : 친구 역
- 윤준 : 친구 역
- 문성진 : 친구 역
- 정수인 : 친구 아내 역
- 임수빈 : 친구 아내 역
- 황보라 : 친구 아내 역
- 주영민 : 시비남 역
- 김주헌 : 남자 간호사 역
- 고재천 : 미팅남 역
- 정원상 : 미팅남 역
- 지안 : 30세 소윤 역 (우정출연)